# Martin Whitmarsh

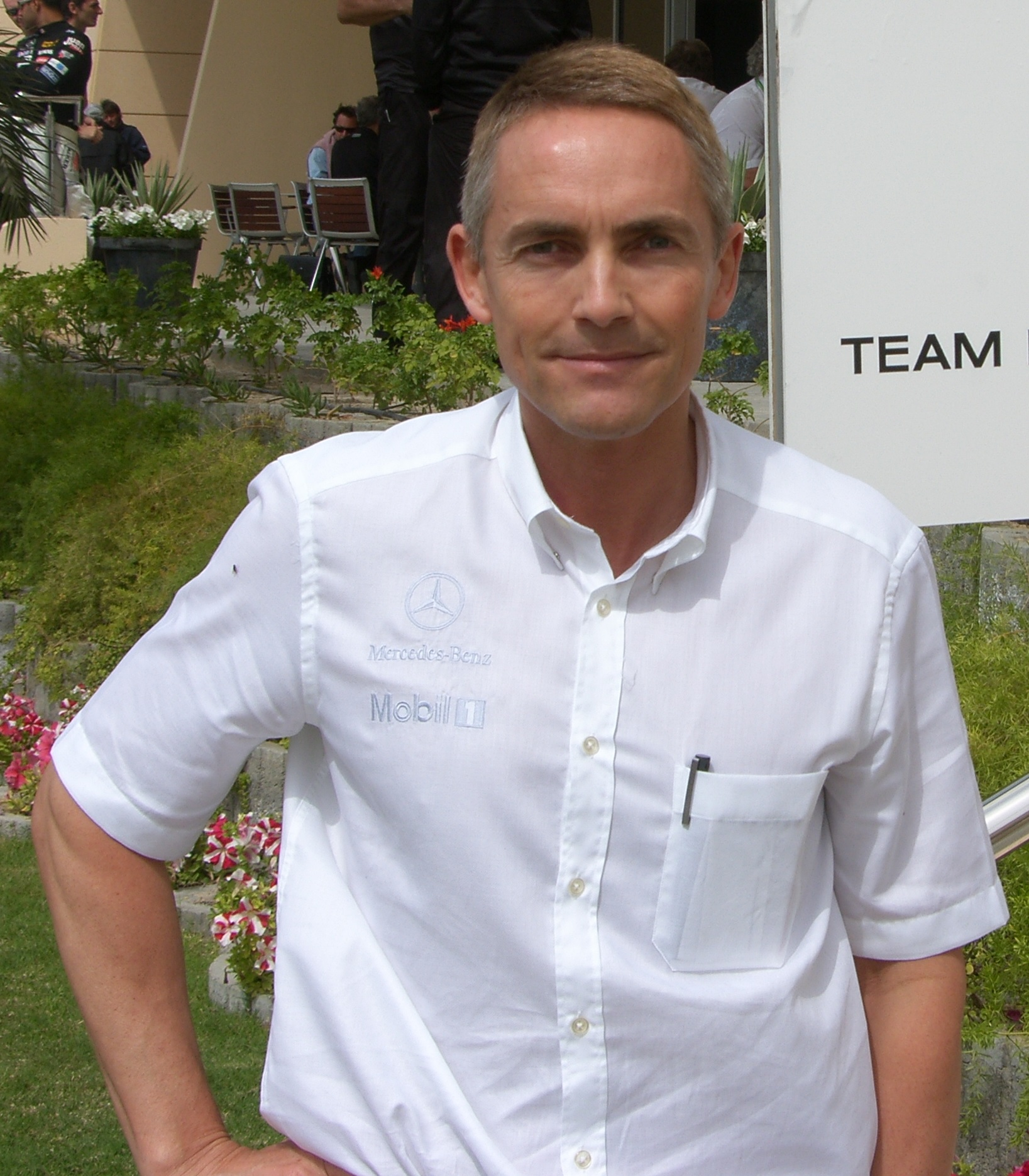
Martin Whitmarsh beim Grand Prix in Bahrain 2006

Martin Whitmarsh (* 29. April 1958 in England) ist ein britischer Geschäftsmann und war von März 2009 bis zum Ende der Saison 2013 Teamchef des McLaren-Formel-1-Teams. Zwischen 2010 und 2012 übte er auch das Amt des Vorsitzenden der Formel-1-Teamvereinigung FOTA aus.

## Karriere
Nach erfolgreichem Maschinenbaustudium im Jahre 1980 begann er zunächst als Ingenieur bei British Aerospace. 1988 wurde er leitender Ingenieur des Unternehmens, bevor er 1989 zu McLaren wechselte. Dort arbeitet er seit Beginn mit Ron Dennis zusammen. Seit 2005 war er Chief Operating Officer des Rennteams. Zur Präsentation des McLaren-Mercedes MP4-24 am 16. Januar 2009 gab Ron Dennis bekannt, zum 1. März 2009 seinen Posten als Teamchef an Whitmarsh zu übergeben. In die Whitmarsh-Ära fielen keine herausragenden Erfolge. Bis 2012 war McLaren zwar je zweimal Zweiter und Dritter der Konstrukteurswertung, gegen Red Bull Racing konnten die McLaren aber zumeist nur wenig ausrichten. McLaren verlor in dieser Zeit zudem seine herausragende Stellung beim Motorenlieferanten Mercedes: Das Team war ab 2011 nur noch eines von mehreren Kundenteams, die mit Mercedes-Motoren beliefert wurden. Zudem trat es in Konkurrenz zu dem Mercedes-Werksteam. 2013 fiel McLaren auf Rang fünf ab; in diesem Jahr erzielten die Fahrer keinen Sieg und auch keine Podiumsplatzierung. Nach Abschluss der Saison 2013 wurde Whitmarsh im Januar 2014 abgelöst und durch Ron Dennis ersetzt.
Im Oktober 2021 wurde Whitmarsh zum Group CEO der neu gegründeten Aston Martin Performance Technologies ernannt. Whitmarsh ist dafür verantwortlich, die Formel-1-Aktivitäten von Aston Martin mit der Entwicklung, Anwendung und Vermarktung der technischen Fähigkeiten sowie des geistigen Eigentums der Gruppe zu verbinden.